# Неманья Анджушич
Неманья Анджушич (босн. Nemanja Anđušić; нар. 17 жовтня 1996, Требинє, Республіка Сербська, Боснія і Герцеговина) — боснійський футболіст, півзахисник луганської «Зорі».